# بني خالد (المغرب)
بني خالد هي جماعة قروية مغربية تقع ضمن عمالة وجدة أنكاد، بجهة الشرق، وحسب إحصاء 2014 فإن عدد سكانها يبلغ 6.745 نسمة.